# 八草 (静岡市)
八草（やくさ）は静岡県静岡市葵区にある町名。丁目を持たない単独町名である。住居表示未実施。

## 地理
葵区の山間部、大川地区の一部に位置する。現在は無人。かつては集落があり、建築物が残っているところがある（消滅集落）。

## 歴史
- 1969年（昭和44年）1月1日 - 八草を含めた安倍郡大川村が静岡市に編入される。
- 2005年（平成17年）4月1日 - 政令指定都市化により、行政区が葵区となる。

## その他

### 日本郵便
- 郵便番号 : 421-1409[3]（集配局：日向郵便局[6]）。